# Kiraware Matsuko no Isshō
Memories of Matsuko (嫌われ松子の一生 Kiraware Matsuko no Isshō?) es una película japonesa de 2006 escrita y dirigida por Tetsuya Nakashima. Basada en la novela homónima de Muneki Yamada.

## Argumento
En un suburbio de Tokio, a orillas del Río Arakawa, la policía halla el cadáver de una mujer de unos 55 años, que ha sido brutalmente asesinada la noche anterior. Se llamaba Matsuko Kawajiri (Miki Nakatani), y era una mujer que vivía sola en una de las inmundas infraviviendas de aquel barrio, rodeada de basura y sin contacto con sus familiares más cercanos. Uno de ellos, su sobrino Shou (Eita), que también vive en Tokio y trata de abrirse camino sin demasiado éxito en el mundo de la música, se entera gracias a su padre de la muerte de su tía, de cuya existencia apenas tenía noción, porque su familia siempre la había rechazado. A partir de ese hecho, y viendo la frialdad y dureza con la que su padre habla de la que fue su propia hermana, Shou decide empezar a investigar cómo fue la vida de su tía Matsuko, cómo llegó a caer en tal lamentable situación y quién podría haber tenido motivos para asesinarla.

## Reparto
- Miki Nakatani - Matsuko Kawajiri (Matsuko niña: Kana Okunoya)
- Eita - Sho Kawajiri
- Teruyuki Kagawa - Norio Kawajiri
- Mikako Ichikawa - Kumi Kawajiri
- Yusuke Iseya - Youichi Ryu
- Akira Emoto - Kawajiri Kozo
- Asuka Kurosawa - Megumi Sawamura
- Shosuke Tanihara - Shunji Saeki
- Kudo Kankuro - Yamekawa Tetsuya
- Bonnie Pink - Ayano
- Gekidan Hitori - Takeo Okano
- Kanata Hongō - Ryu Youichi